# Röjås-Tjärnarna
Röjås-Tjärnarna är en sjö i Bergs kommun i Jämtland och ingår i Ljungans huvudavrinningsområde.